# Lilibeum
Lilibeum (łac. Lilybaeum) – starożytne miasto na zachodzie Sycylii, dzisiejsza Marsala.
Zostało założone przez punickich i libijskich mieszkańców Motyi – miasta całkowicie zniszczonego w czasie wojny z Grekami z Agrigentum pod przywództwem tyrana Syrakuz Dionizjosa I w 397 p.n.e. Od tego czasu znajdowało się pod panowaniem Kartaginy pełniąc rolę silnie ufortyfikowanej placówki, zapewniającej kontrolę państwa kartagińskiego nad Sycylią. Dionizjos I w 368 p.n.e. ponownie zaatakował posiadłości kartagińskie, lecz tym razem nie udało mu się wygrać i zdobyć miasta. W czasie inwazji Epiru, pod przywództwem króla Pyrrusa w 277 p.n.e. było jedynym miastem na wyspie, które nie zostało zdobyte. W trakcie I wojny punickiej było oblegane przez Rzymian, po klęsce Kartaginy w bitwie pod Wyspami Egadzkimi w 241 p.n.e. przeszło pod władzę Rzymian. Miasto pozostało ważnym ośrodkiem handlowo-militarnym, było siedzibą jednego z dwóch kwestorów stacjonujących na Sycylii.